# 目黒本町
目黒本町（めぐろほんちょう）は、東京都目黒区の町名。現行行政地名は目黒本町一丁目から六丁目。住居表示実施済区域。郵便番号は152-0002（集配局 : 目黒郵便局）。

## 地理
目黒区の南東部に位置する。全域が南部地区に属し、不動・月光原・向原・碑の各住区に跨る。地域北部は目黒通りに接し、これを境に目黒区中央町・鷹番にそれぞれ接する。地域東部は目黒区下目黒・品川区小山台にそれぞれ接する。地域南東部は品川区小山に接する。地域南西部は目黒区原町に接する。地域西部は目黒区碑文谷に接する。羅漢寺川が流れる。
地域内を26号線通りが通っている。地域内は住宅地となっている。

### 地価
住宅地の地価は、2025年（令和7年）1月1日の公示地価によれば、目黒本町2-15-20の地点で90万6000円/m2、目黒本町3-16-6の地点で114万円/m2、目黒本町5-31-8の地点で82万2000円/m2となっている。

## 歴史
1966年（昭和41年）に従前の月光町・東町・向原町と、清水町の大部分、碑文谷一丁目・同二丁目の各一部から成立。

### 地名の由来
地域的にも目黒の中心にあり、上目黒・中目黒・下目黒はあるが「本町」はないということで住居表示の際に、住民および町会の提案・投票を経て採用された地名である。
「清水東町会誌考」（小川森太郎著）によれば、住居表示実施の際、区から地元9町会に住居表示名を何とするか打診があったが「従来の地名は一切使わず、全く新しい名称にする」ということで、清水東町会では13の案から投票を行った。投票の結果、1位は「清水ヶ丘」であったが、旧称に由来するため不採用となり2位の「目黒本町」に決定された。その他の候補には「南目黒」や「南が丘」の案があった。

### 町名の変遷
| 実施後         | 実施年月日   | 実施前（各町名ともその一部）             |
| -------------- | ------------ | ---------------------------------------- |
| 目黒本町一丁目 | 1966年3月1日 | 月光町、東町、向原町、清水町、碑文谷1・2 |
| 目黒本町二丁目 | 1966年3月1日 | 月光町、東町、向原町、清水町、碑文谷1・2 |
| 目黒本町三丁目 | 1966年3月1日 | 月光町、東町、向原町、清水町、碑文谷1・2 |
| 目黒本町四丁目 | 1966年3月1日 | 月光町、東町、向原町、清水町、碑文谷1・2 |
| 目黒本町五丁目 | 1966年3月1日 | 月光町、東町、向原町、清水町、碑文谷1・2 |
| 目黒本町六丁目 | 1966年3月1日 | 月光町、東町、向原町、清水町、碑文谷1・2 |

## 世帯数と人口
2025年（令和7年）3月1日現在（目黒区発表）の世帯数と人口は以下の通りである。
| 丁目           | 世帯数     | 人口     |
| -------------- | ---------- | -------- |
| 目黒本町一丁目 | 1,611世帯  | 3,000人  |
| 目黒本町二丁目 | 2,645世帯  | 4,604人  |
| 目黒本町三丁目 | 1,877世帯  | 2,974人  |
| 目黒本町四丁目 | 2,263世帯  | 4,244人  |
| 目黒本町五丁目 | 3,156世帯  | 5,217人  |
| 目黒本町六丁目 | 2,420世帯  | 4,264人  |
| 計             | 13,972世帯 | 24,303人 |

### 人口の変遷
国勢調査による人口の推移。
| 年                 | 人口   |
| ------------------ | ------ |
| 1995年（平成7年）  | 22,007 |
| 2000年（平成12年） | 21,987 |
| 2005年（平成17年） | 23,036 |
| 2010年（平成22年） | 23,423 |
| 2015年（平成27年） | 23,929 |
| 2020年（令和2年）  | 24,913 |

### 世帯数の変遷
国勢調査による世帯数の推移。
| 年                 | 世帯数 |
| ------------------ | ------ |
| 1995年（平成7年）  | 10,312 |
| 2000年（平成12年） | 10,900 |
| 2005年（平成17年） | 11,685 |
| 2010年（平成22年） | 11,746 |
| 2015年（平成27年） | 12,470 |
| 2020年（令和2年）  | 13,422 |

## 学区
区立小・中学校に通う場合、学区は以下の通りとなる（2025年4月現在）。
| 丁目           | 番地              | 小学校               | 中学校               |
| -------------- | ----------------- | -------------------- | -------------------- |
| 目黒本町一丁目 | 全域              | 目黒区立不動小学校   | 目黒区立大鳥中学校   |
| 目黒本町二丁目 | 1〜16番           | 目黒区立月光原小学校 | 目黒区立目黒南中学校 |
| 目黒本町二丁目 | 17〜28番          | 目黒区立碑小学校     | 目黒区立目黒南中学校 |
| 目黒本町三丁目 | 2〜7番            | 目黒区立向原小学校   | 目黒区立目黒南中学校 |
| 目黒本町三丁目 | 1番 8〜20番       | 目黒区立月光原小学校 | 目黒区立目黒南中学校 |
| 目黒本町四丁目 | 全域              | 目黒区立月光原小学校 | 目黒区立目黒南中学校 |
| 目黒本町五丁目 | 16〜17番 31〜33番 | 目黒区立月光原小学校 | 目黒区立目黒南中学校 |
| 目黒本町五丁目 | 1〜15番 18〜30番  | 目黒区立向原小学校   | 目黒区立目黒南中学校 |
| 目黒本町六丁目 | 3〜11番 13〜17番  | 目黒区立向原小学校   | 目黒区立目黒南中学校 |
| 目黒本町六丁目 | 18〜24番          | 目黒区立碑小学校     | 目黒区立目黒南中学校 |
| 目黒本町六丁目 | 1〜2番 12番       | 目黒区立月光原小学校 | 目黒区立目黒南中学校 |

## 交通
当地域内の南端方向に東急目黒線・武蔵小山駅と西小山駅がある（武蔵小山駅はわずかに地域外の品川区内、西小山駅は南端沿いの品川区との境目付近にある）。地域南東部では武蔵小山駅が、南西部では西小山駅が利用可能である。また地域北部は両駅のほか東急東横線・学芸大学駅も利用可能。
路線バスはいずれも東急バスで、目黒駅から地域北部の目黒通りを走る路線（最遠は東京駅。逆方向は等々力駅や二子玉川駅など）のほか、26号線通り上には武蔵小山駅を経て五反田駅方向、学芸大学駅を経て世田谷区民会館方向へ向かう路線が通る。地域北部〜西部の円融寺通り上には渋谷駅と洗足駅を結ぶ路線が走る。渋谷駅行きは目黒区総合庁舎（区役所）へのアクセス路線も兼ねる。

## 経済

### 事業所
2021年（令和3年）現在の経済センサス調査による事業所数と従業員数は以下の通りである。
| 丁目           | 事業所数  | 従業員数 |
| -------------- | --------- | -------- |
| 目黒本町一丁目 | 65事業所  | 1,088人  |
| 目黒本町二丁目 | 110事業所 | 1,280人  |
| 目黒本町三丁目 | 102事業所 | 584人    |
| 目黒本町四丁目 | 141事業所 | 843人    |
| 目黒本町五丁目 | 192事業所 | 773人    |
| 目黒本町六丁目 | 117事業所 | 678人    |
| 計             | 727事業所 | 5,246人  |

#### 事業者数の変遷
経済センサスによる事業所数の推移。
| 年                 | 事業者数 |
| ------------------ | -------- |
| 2016年（平成28年） | 715      |
| 2021年（令和3年）  | 727      |

#### 従業員数の変遷
経済センサスによる従業員数の推移。
| 年                 | 従業員数 |
| ------------------ | -------- |
| 2016年（平成28年） | 5,069    |
| 2021年（令和3年）  | 5,246    |

### 企業
- パスコイーストカンパニー・目黒営業所[18]
- 東急バス目黒営業所
- 目黒郵便局（日本郵便）

### 地主
旧：東町の地主は「安藤佐太郎、目黒区会議員の安藤清次郎」、旧：向原町の地主は「安藤貞治」などがいた。

## 施設
- 目黒区立社会教育会館
- 東京地方裁判所民事執行センター
- 目黒区立清水池公園
- 目黒区立月光原小学校
- 目黒区立中央体育館
- 目黒区立向原小学校
- 目黒区立目黒本町図書館